# Station Noisy-le-Roi
Station Noisy-le-Roi is een spoorwegstation aan de Grande ceinture van Parijs. Het station ligt in de Franse gemeente Noisy-le-Roi in het departement Yvelines (Île-de-France).

## Geschiedenis
Het station werd op 12 december 2004 geopend bij de heropening van het reizigersvervoer op de Grande ceinture van Parijs.

## Ligging
Het station ligt op kilometerpunt 10,115 van de Grande ceinture van Parijs.

## Diensten
Het station wordt aangedaan door treinen van Transilien lijn L op de zogeheten Grande ceinture Ouest tussen Saint-Germain-en-Laye-Grande-Ceinture en dit station.

## Vorig en volgend station
| Richting | Vorig station | Lijn  | Volgend station                        | Richting                              |
| -------- | ------------- | ----- | -------------------------------------- | ------------------------------------- |
| Eindpunt | Eindpunt      | (GCO) | Saint-Nom-la-Bretèche - Forêt de Marly | Saint-Germain-en-Laye-Grande-Ceinture |